# Парк Мужаковски
Парк Мужаковски (на полски Park Mużakowski, на немски Park von Muskau, Muskauer Park или Fürst-Pückler-Park) е парк в Полша и Германия, обхващащ 728 хектара площ от двете страни на река Ниса Лужицка, която е полско-германската граница. Намира се в Любушко войводство, Жарски окръг. Това е най-големият парк в английски стил в Полша.
Полската част на парка се управлява от Националния институт за наследство във Варшава, а немската - от фондация Fürst – Pückler – Park Bad Muskau  със седалище в Оранжерията, разположена в парка.

## Разположение
Полската част представлява 522 хектара от целия парк, а немска е 206 хектара. Централната част на парка, в която са разположени резиденциите се намира на западния бряг на реката близо до немския град Бад Мускау (на полски Mużaków), a полската част е разположена близо до град Ленкница (на полски Lęknica).
Паркът се намира на територията на Ландшафтен парк Арка Мужаковска (Park Krajobrazowy Łuk Mużakowa) и геопарк Арка Мужаковска. Това е първият геопарк в Полша, приет в Световната мрежа на националните геопаркове (на английски Global Network of National Geoparks). 

## История
Основател на парка е принц Херман Лудвиг Хайнрих фон Пюклер-Мускау  (1785–1871), който след многобройни пътувания, включително до Англия, остава очарован от ландшафтните паркове. През 1811 той наследява имението в Мускау от починалия си баща. В началото на XIX век имението представлява замък и заобикалящия го парк, разположен край река Ниса . През 1815, на първи май Пюклер изпраща отворено писмо до жителите на Мускау, в което моли за помощ за създаването на дворцов парк в английски стил.
В периода 1815–1845 резиденцията прераства в обширен парков комплекс в пейзажен стил. Районът е преустроен, построени са мостове над Ниса, засадени са хиляди дървета и храсти. Целият комплекс е идеално интегриран в естествения пейзаж на речната долина. Проектът е изпълнен от: Карл Фридрих Шинкел, Август Ширмер (художник), Джон Адей Рептън (английски архитект) и Якоб Хайнрих Редер (градинар). Задълбочаващата се финансова криза, причинена от дейности в такъв мащаб, както и пътуванията на принца, го принуждават да продаде имуществото си. От концепцията, включваща над 700 хектара са реализирани малко над 250 хектара. През 1845 принцът продава имението и се премества с бившата си съпруга Луси в Браниц близо до Котбус, където започва да създава поредния парк. Умира на 4 февруари 1871. Погребан е заедно с Луси в пирамида в езеро в парк в Браниц.
Следващият собственик на парка е принц Фредерик от Холандия, който продължава работата по създаването на парка като нарежда някои от сградите да бъдат преустроени и модернизирани. В източната част на парка Едуард Пецолд изгражда дендрариум с почти 3000 дървесни вида и храсти. Колекцията се сдобива с репутацията на най-значимата в Германия. Работата продължава до смъртта на принца през 1881.
През 1883 г. имотът е поет от семейство фон Арним, което, след като възстановява средствата на фонд Мускау, продължава делото на своите предшественици. През 1886–1888 на мястото, което Пюклер е определил за издигането на погребалния параклис, е издигнат мавзолей на трагично загиналата съпруга на граф фон Арним . През 1945 семейство фон Арним е изселено от Мускау.

## Отличия
На 1 май 2004 полската част на парка е обявена за исторически паметник. На 2 юли 2004 Комитетът за световно наследство на ЮНЕСКО единодушно решава да впише парка в списъка на световното наследство на ЮНЕСКО.